# Giveon
Giveon Dezmann Evans (21 de fevereiro de 1995), mais conhecido Giveon (estilizado como GIVĒON), é um cantor e compositor estadunidense.

## Carreira
Em 2020, Giveon lançou os EPs, Take Time e When It's All Said and Done, o primeiro sendo indicado ao Grammy de Melhor Álbum de R&B, e o último alcançando o Top 10 na parada de álbuns de R&B dos Estados Unidos. 
O single "Heartbreak Anniversary", do álbum Take Time, alcançou o Top 40 nos Estados Unidos e foi certificado como Platina pela RIAA. Em 2021, Giveon foi apresentado ao lado de Daniel Caesar no single Peaches da estrela pop Justin Bieber, que estreou como número um nas paradas Billboard Global 200 e Billboard Hot 100.
Durante a semana de 27 de fevereiro de 2021, Giveon ganhou sua segunda e terceira entrada na Billboard Hot 100 com Heartbreak Anniversary e Like I Want You, entrando nas paradas nos números 74 e 95, respectivamente. Em 12 de março, ele lançou o álbum de compilação When It's All Said and Done... Take Time, uma combinação de seus dois primeiros EPs, que incluía uma nova música intitulada All to Me.
Giveon é conhecido por seus vocais de barítono. Tem inspiração no jazz das décadas de 1960 e 1970. Já citou Frank Sinatra, Frank Ocean, Drake, Adele e Sampha como algumas de suas maiores influências.